# Rallye des 1000 lacs 1986
Le Rallye des 1000 lacs 1986 (36 Jyväskylän Suurajot), disputé du 5 au 7 septembre 1986, est la cent-cinquante-sixième manche du championnat du monde des rallyes (WRC) courue depuis 1973, et la neuvième manche du Championnat du monde des rallyes 1986.

## Contexte avant la course

### Le championnat du monde
Ayant succédé en 1973 au championnat international des marques (en vigueur de 1970 à 1972), le championnat du monde des rallyes comprend généralement une douzaine manches, comprenant les plus célèbres épreuves routières internationales, telles le Rallye Monte-Carlo, le Safari ou le RAC Rally. Depuis 1979, le championnat des constructeurs a été doublé d'un championnat pilotes, ce dernier remplaçant l'éphémère Coupe des conducteurs, organisée à seulement deux reprises en 1977 et 1978. Le calendrier 1986 intègre treize manches pour l'attribution du titre de champion du monde des pilotes mais seulement onze sélectives pour le championnat des marques (le Rallye de Côte d'Ivoire et le Rallye Olympus en étant exclus). Les épreuves sont réservées aux catégories suivantes :
- Groupe N : voitures de grande production de série, ayant au minimum quatre places, fabriquées à au moins 5000 exemplaires en douze mois consécutifs ; modifications très limitées par rapport au modèle de série (bougies, amortisseurs).
- Groupe A : voitures de tourisme de grande production, fabriquées à au moins 5000 exemplaires en douze mois consécutifs, avec possibilité de modifications des pièces d'origine ; poids minimum fonction de la cylindrée.
- Groupe B : voitures de grand tourisme, fabriquées à au moins 200 exemplaires en douze mois consécutifs, avec possibilité de modifications des pièces d'origine (extension d'homologation portant sur 5% de la production[2]).

Censée représenter l'apogée du Groupe B avec l'implication de nombreux constructeurs au plus haut niveau de la compétition, la saison 1986 a vite tourné au cauchemar après la série de drames ayant frappé équipages et spectateurs. Jugeant désormais les voitures de cette catégorie inadaptées aux épreuves sur route, la Fédération internationale du sport automobile à bannir le Groupe B à compter du 1er janvier 1987 et a annulé le projet de Groupe S. C'est donc la dernière saison pour la majorité des voitures du Groupe B, prototypes déguisés dont la puissance avoisine les 500 chevaux, les prochains championnats du monde étant uniquement ouvert aux groupes A et N. Alors que trois manches restent à disputer, Peugeot a pris un net avantage sur la Scuderia Lancia, les 205 Turbo 16 comptant quatre victoires contre deux pour les Delta S4 ; une nouvelle victoire en Finlande assurerait le titre 1986 au constructeur français dont la nouvelle recrue, Juha Kankkunen, domine le championnat des conducteurs.

### L'épreuve
Créé en 1951 à l'initiative du pilote finlandais Pentti Barck, le « Jyväskylän Suurajot » (grand prix de Jyväskylä) fut trois ans plus tard rebaptisé « Rallye des 1000 lacs », l'épreuve sillonnant les larges pistes forestières de la La province de Värmland, réputée pour ses immenses étendues d'eau. Les meilleurs spécialistes avalent les difficultés du parcours à plus de 110 km/h de moyenne, avec des pointes à près de 200, et les nombreuses bosses jalonnant le parcours sont le théâtre de sauts spectaculaires, qui attirent un grand nombre de spectateurs. Les reconnaissances sont effectuées à vitesse réduite à cause de la très stricte réglementation routière et seuls les pilotes locaux connaissent parfaitement les pièges du parcours. Recordman de l'épreuve, Hannu Mikkola s'y est imposé à sept reprises entre 1968 et 1983.

## Le parcours
- départ : 5 septembre 1986 de Jyväskylä
- arrivée : 7 septembre 1986 à Jyväskylä

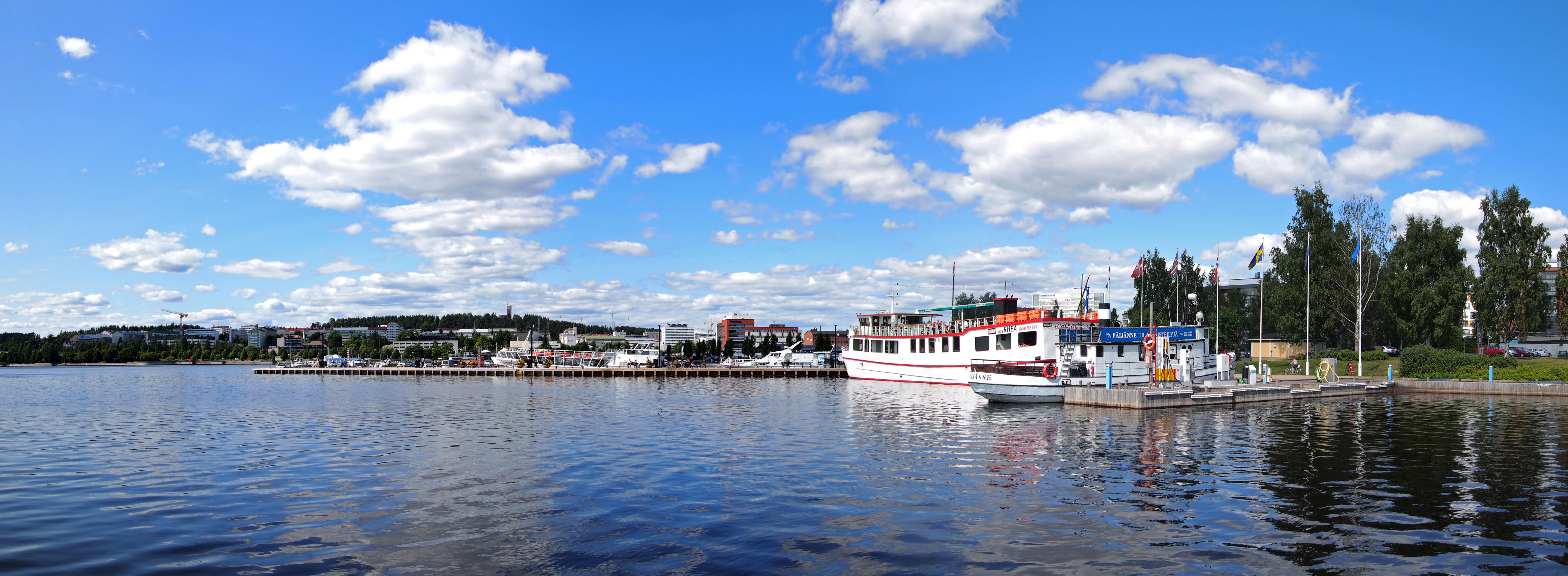
Jyväskylä, au cœur de la région des lacs, point central du Rallye.

- distance : 1 353,49 km dont 381,86 km sur 47 épreuves spéciales (48 épreuves spéciales initialement prévues pour un total de 389,97 km)
- surface : terre et gravier (99%), asphalte (1%)
- Parcours divisé en trois étapes[5]

### Première étape
- Jyväskylä - Tampere, le 5 septembre
- distance : 303,62 km dont 76,81 sur 10 épreuves spéciales (11 épreuves spéciales initialement prévues pour un total de 84,92 km)

### Deuxième étape
- Tampere - Valkeakoski - Nokia - Jyväskylä, le 6 septembre
- distance : 591,92 km dont 170,88 sur 20 épreuves spéciales

### Troisième étape
- Jyväskylä - Jämsä - Jyväskylä, le 7 septembre
- distance : 457,95 km dont 134,17 sur 17 épreuves spéciales

## Les forces en présence
- Peugeot

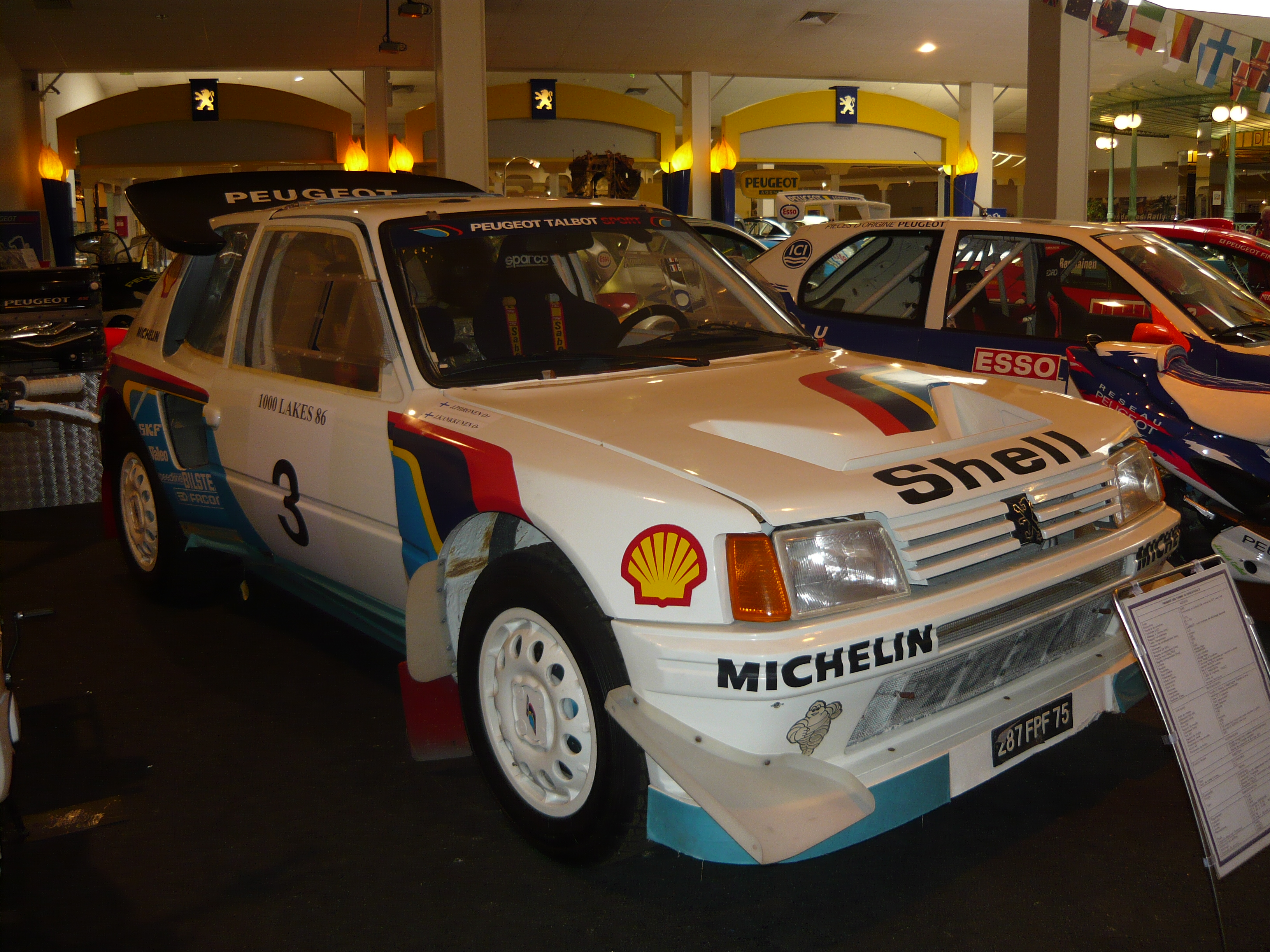
La Peugeot 205 Turbo 16 Évolution 2 groupe B de Juha Kankkunen.

Peugeot Talbot Sport a engagé trois 205 Turbo 16 Évolution 2 groupe B à transmission intégrale pour Timo Salonen, Juha Kankkunen et Stig Blomqvist, ce dernier ayant été une nouvelle fois dégagé de ses obligations envers son employeur Ford, absent en Finlande. Dotées d'un moteur quatre cylindres de 1775 cm3 placé en position centrale arrière et d'une boîte de vitesses à six rapports, elles pèsent moins d'une tonne. L'alimentation est assurée par un système d'injection électronique Bosch associé à un turbocompresseur Garrett, la puissance maximale étant de l'ordre de 450 chevaux à 7500 tr/min. Les 205 sont chaussées de pneus Michelin.
- Lancia

Depuis la disparition tragique d'Henri Toivonen en Corse, la Scuderia Lancia ne dispose plus, avec Markku Alén, quadruple vainqueur du Rallye des 1000 lacs, que d'un seul pilote capable de contrer Peugeot en Finlande. Aussi son directeur sportif Cesare Fiorio a-t-il tenté de s'adjoindre les services d'Hannu Mikkola (sept fois vainqueur) pour le seconder. Malgré le désengagement en Groupe B de son employeur Audi après le drame du Tour de Corse, le champion du monde 1983 a cependant refusé l'offre, étant toujours sous contrat avec Audi pour la saison 1987. Fiorio a alors tenté d'engager le jeune espoir finlandais Mikael Sundström mais Jean Todt, directeur sportif de Peugeot Talbot Sport, s'y est opposé, Sundström portant habituellement les couleurs du constructeur français dans le championnat britannique. C'est finalement Kalle Grundel, libéré par Ford (tout comme Blomqvist) qui pilotera la troisième Lancia Delta S4 groupe B, au côté de Markku Alén et de Mikael Ericsson, ce dernier ayant intégré la Scuderia en remplacement de Toivonen lors du Rallye de l'Acropole. Pesant environ une tonne, les Delta S4 ont la même architecture que les 205 Turbo 16 : moteur central arrière, transmission intégrale. Leur quatre cylindres de 1759 cm3 à injection électronique Magneti Marelli associe un compresseur volumétrique à lobes Abarth et un turbocompresseur KKK, la double suralimentation offrant une très grande plage d'utilisation. Pour l'épreuve finlandaise, la pression de suralimentation a été fixée à 2,65 bars, la puissance dépassant nettement les 450 chevaux. Les Lancia sont équipées d'une boîte cinq vitesses et de pneus Pirelli.
- MG

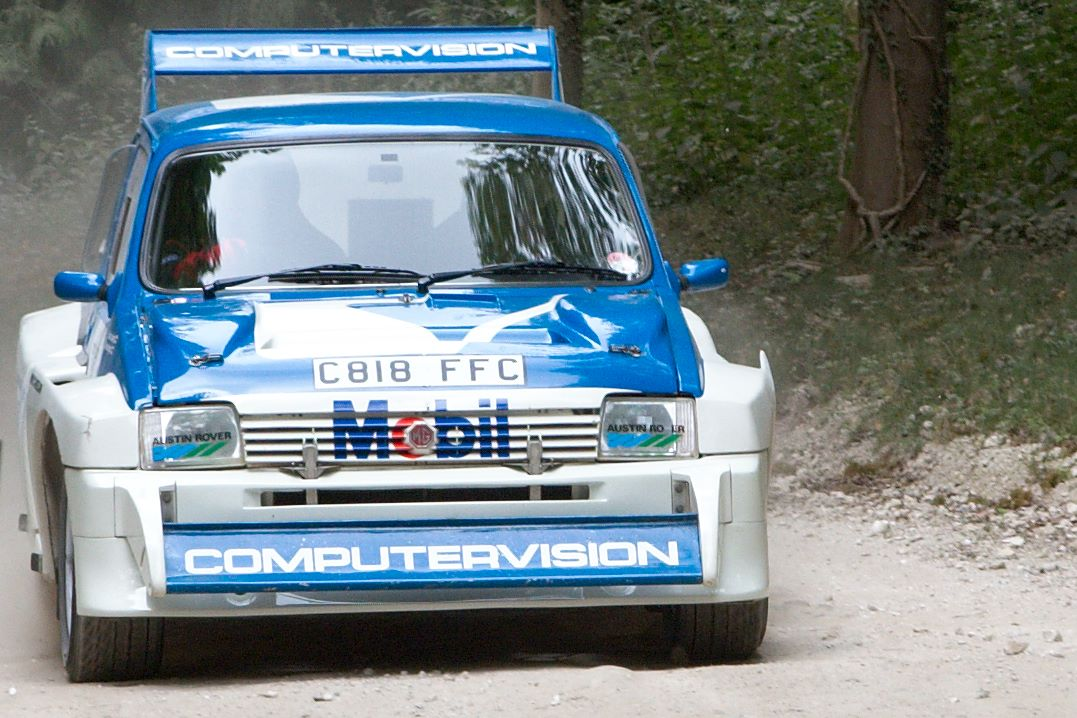
Une MG Metro 6R4 lors d'une manifestation historique.

Le groupe Austin Rover aligne deux MG Metro 6R4 groupe B pour Malcolm Wilson et Harri Toivonen, le frère cadet d'Henri. La voiture de reconnaissance de Toivonen a été confiée à Mika Arpiainen, tandis que Per Eklund, sous les couleurs de Clarion, dispose d'un modèle identique mis au point par le préparateur allemand Konrad Schmidt. Très courtes (3,66 mètres), ces voitures à transmission intégrale sont motorisée par un V6 atmosphérique de 2991 cm3, placé en position centrale arrière. Alimenté par un système d'injection électronique Lucas, il développe 410 chevaux à 8500 tr/min. Les MG pèsent environ une tonne et utilisent des pneus Michelin.
- Audi

Quelques pilotes privés prendront le départ sur des Quattro A2 groupe B (1200 kg, moteur avant cinq cylindres, 2121 cm3, turbo KKK, environ 350 chevaux, transmission intégrale), le plus en vue étant Timo Heinonen, un des principaux animateurs du championnat de Finlande. La marque allemande est également bien représentée en groupe A, avec notamment les Coupé Quattro (transmission intégrale, moteur cinq cylindres atmosphérique de 2121 cm3, 190 chevaux) de Lasse Lampi et de Gunnar Pettersson et la berline 80 Quattro (aux caractéristiques mécaniques identiques) de Sebastian Lindholm. Les Audi sont chaussées de pneus Michelin.
- Mazda

Le Mazda rallye Team Europe engage une 323 4WD groupe A (moteur avant 1,6 litre turbo, quatre roues motrices, 1020 kg, 220 chevaux) pour Ingvar Carlsson. Elle est équipée de pneus Michelin. Pilotant une 323 4WD de série, Peter Geitel est un des favoris du groupe N.
- Volkswagen

Volkswagen Motorsport aligne pour la première fois la version seize soupapes de sa Golf GTI groupe A (moteur quatre cylindres de 1781 cm3, injection mécanique Bosch, 195 chevaux à 7200 tr/min). Elle est confiée à Kenneth Eriksson, actuellement en tête du championnat du monde dans cette catégorie. Il utilise des pneus Pirelli.
- Fiat

N'ayant pas été autorisé à piloter pour Lancia, Mikael Sundström s'aligne sur une Fiat Uno Turbo groupe A (885 kg, traction, moteur quatre cylindres de 1301 cm3, turbocompresseur IHI, 170 chevaux à 6500 tr/min), préparée par Autonovo.

## Déroulement de la course

### Première étape
Il a beaucoup plus les premiers jours de septembre aussi les pistes sont-elles recouverte d'une couche de boue grasse et glissante lorsque les équipages s'élancent, le vendredi après-midi. Markku Alén attaque d'emblée et en moins de quatre kilomètres le premier pilote de la Scuderia Lancia prend déjà trois secondes d'avance sur les Peugeot de Timo Salonen et Stig Blomqvist. Les deux Lancia de Kalle Grundel et Mikael Ericsson sont deux secondes plus loin. Ils précèdent la Peugeot de Juha Kankkunen, qui a heurté une pierre, sixième à égalité avec les MG Metro de Per Eklund et Malcolm Wilson. Alén va totalement dominer ses rivaux au cours de cette première étape, se montrant le plus rapide dans tous les secteurs chronométrés. Il rallie Tampere avec trente-huit secondes d'avance sur Kankkunen et quarante-neuf sur Salonen, ce dernier ayant perdu la deuxième place en fin de parcours, dans les épreuves nocturnes. Derrière eux, Grundel et Blomqvist se partagent la quatrième place, ayant fait constamment jeu égal. Ils devancent Ericsson, qui a perdu une demi-minute à la suite d'une casse d'amortisseur. Viennent ensuite les trois MG d'Eklund, Harri Toivonen et de Mika Arpiainen. Sorti de la route dans le secteur de Rapsula, leur coéquipier Wilson a perdu plus de sept minutes avant que sa voiture ne soit remise sur ses roues. Tombé alors à la centième place, le pilote britannique est remonté en vingt-septième position. Depuis le départ, Gunnar Pettersson et Lasse Lampi, tous deux sur Audi, se disputent la victoire en groupe A. Ils terminent l'étape aux dixième et onzième places, séparés par quatre secondes, alors qu'un de leurs principaux rivaux dans cette catégorie, Ingvar Carlsson, a dû rapidement abandonner à cause d'une fuite d'huile sur sa Mazda.

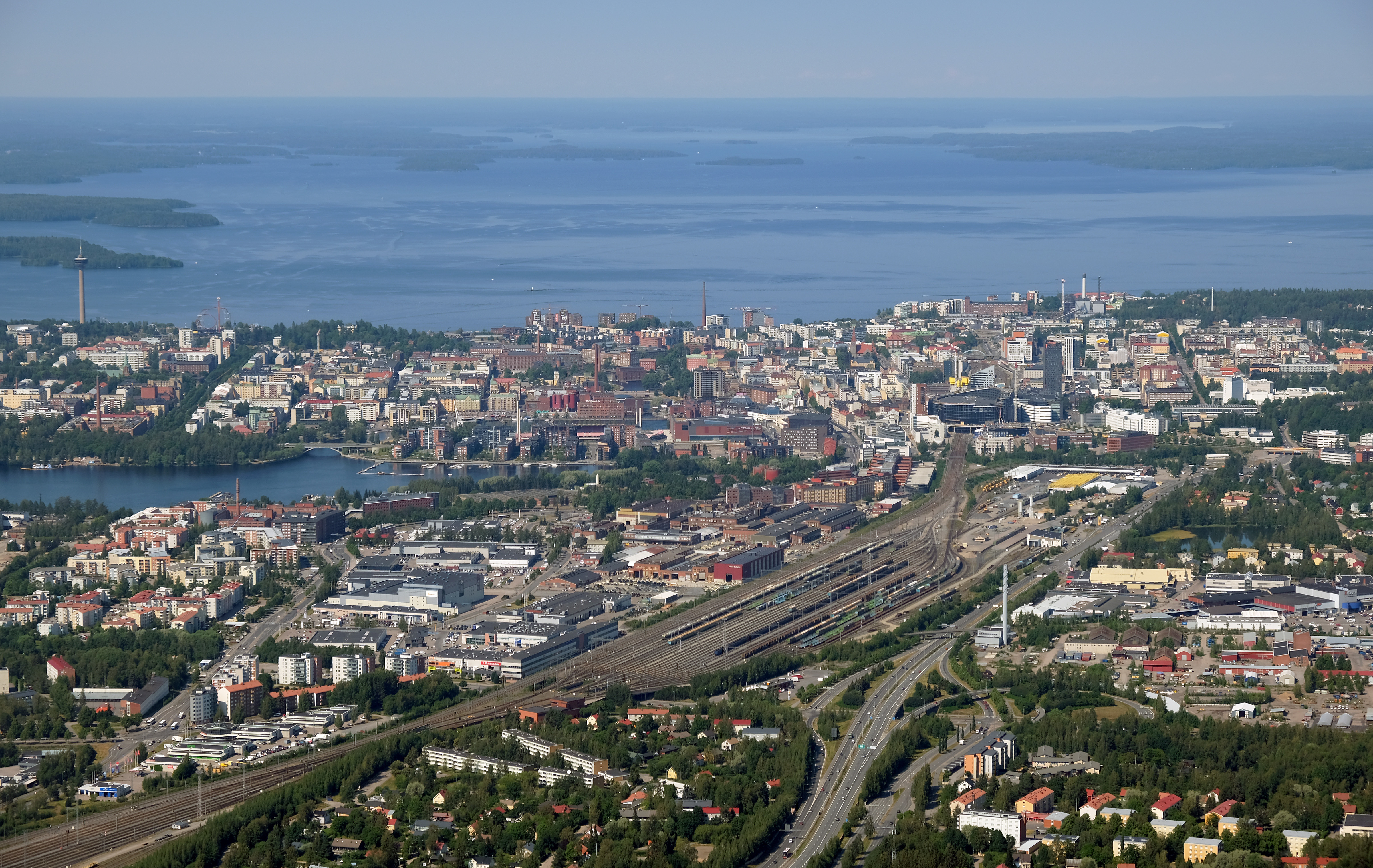
Tampere, ville arrivée de la première étape.

| Pos. | Pilote             | Copilote        | Voiture                  | Groupe | Temps       | Écart        |
| ---- | ------------------ | --------------- | ------------------------ | ------ | ----------- | ------------ |
| 1    | Markku Alén        | Ilkka Kivimäki  | Lancia Delta S4          | B      | 39 min 22 s |              |
| 2    | Juha Kankkunen     | Juha Piironen   | Peugeot 205 Turbo 16 E2  | B      | 40 min 00 s | + 38 s       |
| 3    | Timo Salonen       | Seppo Harjanne  | Peugeot 205 Turbo 16 E2  | B      | 40 min 11 s | + 49 s       |
| 4    | Stig Blomqvist     | Bruno Berglund  | Peugeot 205 Turbo 16 E2  | B      | 40 min 33 s | + 1 min 11 s |
| 4=   | Kalle Grundel      | Benny Melander  | Lancia Delta S4          | B      | 40 min 33 s | + 1 min 11 s |
| 6    | Mikael Ericsson    | Claes Billstam  | Lancia Delta S4          | B      | 41 min 36 s | + 2 min 14 s |
| 7    | Per Eklund         | David Whittock  | MG Metro 6R4             | B      | 41 min 52 s | + 2 min 30 s |
| 8    | Harri Toivonen     | Cedric Wrede    | MG Metro 6R4             | B      | 42 min 45 s | + 3 min 23 s |
| 9    | Mika Arpiainen     | Jarmo Mustonen  | MG Metro 6R4             | B      | 43 min 03 s | + 3 min 41 s |
| 10   | Gunnar Pettersson  | Björn Cederberg | Audi Coupé Quattro       | A      | 44 min 29 s | + 5 min 07 s |
| 11   | Lasse Lampi        | Pentti Kuukkala | Audi Coupé Quattro       | A      | 44 min 33 s | + 5 min 11 s |
| 12   | Sebastian Lindholm | Juha Saarinen   | Audi 80 Quattro          | A      | 44 min 42 s | + 5 min 20 s |
| 13   | Kenneth Eriksson   | Peter Diekmann  | Volkswagen Golf GTI      | A      | 44 min 59 s | + 5 min 37 s |
| 14   | Mika Sillankorva   | Veijo Vainio    | Audi Quattro A2          | B      | 45 min 12 s | + 5 min 50 s |
| 15   | Mikael Sundström   | Voitto Silander | Fiat Uno Turbo           | A      | 45 min 34 s | + 6 min 12 s |
| 15=  | Antero Laine       | Risto Virtanen  | Mitsubishi Starion Turbo | A      | 45 min 34 s | + 6 min 12 s |

### Deuxième étape

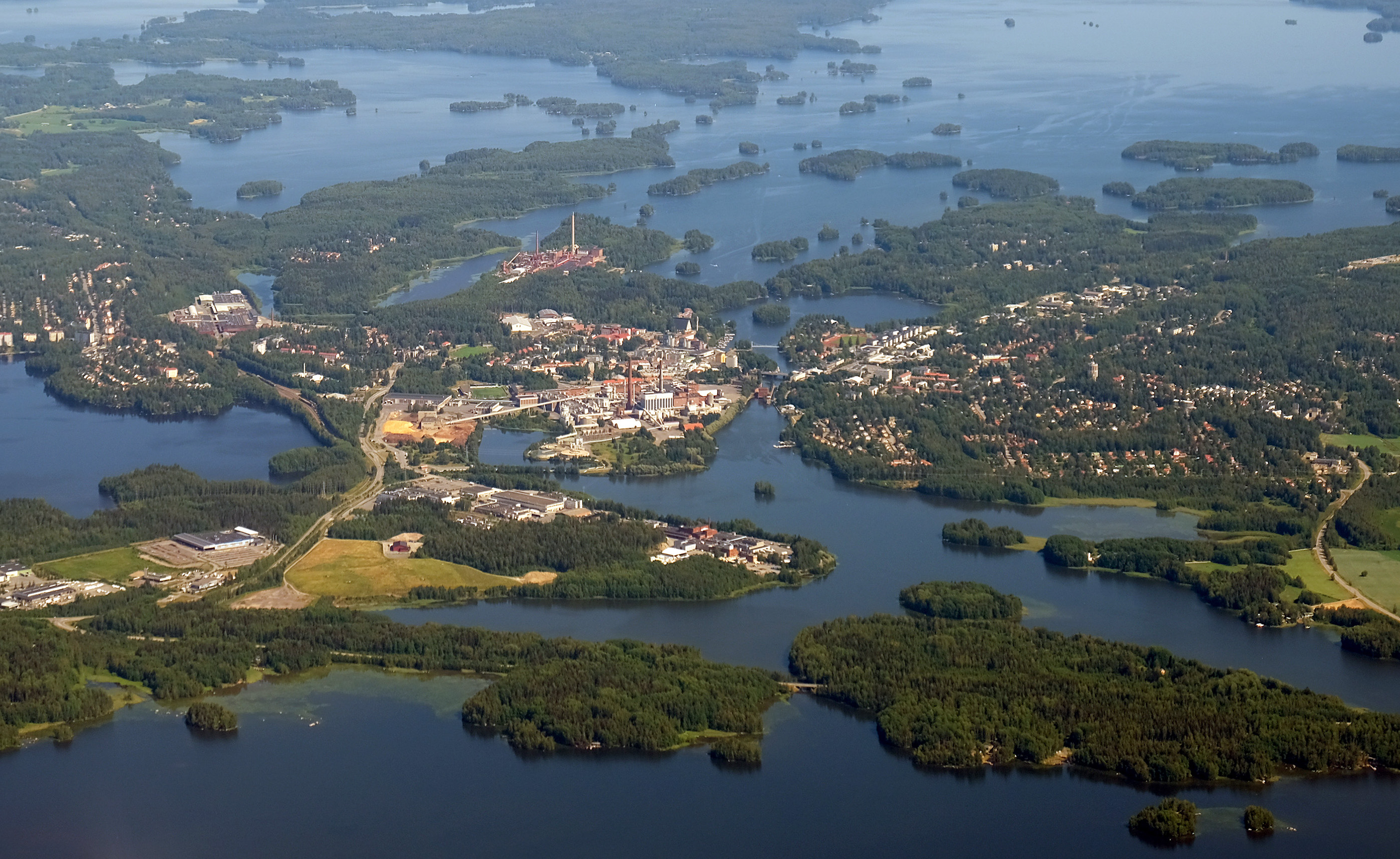
Valkeakoski, point de passage de la deuxième étape.

Les cent-trente-trois équipages restant en course repartent de Tampere le samedi matin. Le court secteur sélectif sur asphalte, près de Valkeakoski, est remportée par Grundel, qui devance de deux secondes ses coéquipiers Salonen et Kankkunen, qui font jeu égal avec Alén. Bien que se partageant ensuite les meilleurs temps au cours de la matinée, Salonen et Kankkunen ne reprennent qu'une poignée de secondes à Alén, qui conserve plus d'une demi-minute d'avance sur eux. Sorti de la route dans le secteur de Välkkilä à cause d'une crevaison lente, Grundel a concédé plus d'une minute et demie et a ensuite perdu deux minutes et demie supplémentaires pour faire réparer sa suspension ; il a rétrogradé en septième position, derrière Blomqvist, Eklund et Toivonen. Le comportement de sa Lancia s'est dégradé et il va dès lors continuer à perdre du temps sur ses adversaires. Salonen passe à l'attaque au cours de l'après-midi et va s'imposer dans sept épreuves consécutives, prenant la deuxième place et se rapprochant à dix-sept secondes d'Alén. Ce dernier réagit dans les dernières spéciales de la journée et parvient ensuite à contrer la remontée de son compatriote, ralliant Jyväskylä en conservant dix-huit secondes d'avance. Toujours troisième, Kankkunen est désormais à quarante secondes du leader. Seuls les trois premiers se disputent la victoire, Blomqvist, quatrième, étant relégué à plus de trois minutes. Les autres concurrents, emmenés par Eklund et Ericsson, sont nettement distancés. Neuvième juste devant Pettersson, Lampi a pris la tête du groupe A mais seulement douze secondes séparent les deux hommes.
| Pos. | Pilote             | Copilote         | Voiture                 | Groupe | Temps           | Écart         |
| ---- | ------------------ | ---------------- | ----------------------- | ------ | --------------- | ------------- |
| 1    | Markku Alén        | Ilkka Kivimäki   | Lancia Delta S4         | B      | 2 h 15 min 24 s |               |
| 2    | Timo Salonen       | Seppo Harjanne   | Peugeot 205 Turbo 16 E2 | B      | 2 h 15 min 42 s | + 18 s        |
| 3    | Juha Kankkunen     | Juha Piironen    | Peugeot 205 Turbo 16 E2 | B      | 2 h 16 min 04 s | + 40 s        |
| 4    | Stig Blomqvist     | Bruno Berglund   | Peugeot 205 Turbo 16 E2 | B      | 2 h 18 min 56 s | + 3 min 32 s  |
| 5    | Per Eklund         | David Whittock   | MG Metro 6R4            | B      | 2 h 23 min 36 s | + 8 min 12 s  |
| 6    | Mikael Ericsson    | Claes Billstam   | Lancia Delta S4         | B      | 2 h 24 min 23 s | + 8 min 59 s  |
| 7    | Harri Toivonen     | Cedric Wrede     | MG Metro 6R4            | B      | 2 h 24 min 28 s | + 9 min 04 s  |
| 8    | Kalle Grundel      | Benny Melander   | Lancia Delta S4         | B      | 2 h 24 min 44 s | + 9 min 20 s  |
| 9    | Lasse Lampi        | Pentti Kuukkala  | Audi Coupé Quattro      | A      | 2 h 30 min 20 s | + 14 min 56 s |
| 10   | Gunnar Pettersson  | Björn Cederberg  | Audi Coupé Quattro      | A      | 2 h 30 min 32 s | + 15 min 08 s |
| 11   | Kenneth Eriksson   | Peter Diekmann   | Volkswagen Golf GTI     | A      | 2 h 32 min 30 s | + 17 min 06 s |
| 12   | Sebastian Lindholm | Juha Saarinen    | Audi 80 Quattro         | A      | 2 h 32 min 39 s | + 17 min 15 s |
| 13   | Timo Heinonen      | Carl-Johan Wolff | Audi Quattro A2         | B      | 2 h 32 min 41 s | + 17 min 17 s |
| 14   | Malcolm Wilson     | Nigel Harris     | MG Metro 6R4            | B      | 2 h 35 min 23 s | + 19 min 59 s |

### Troisième étape

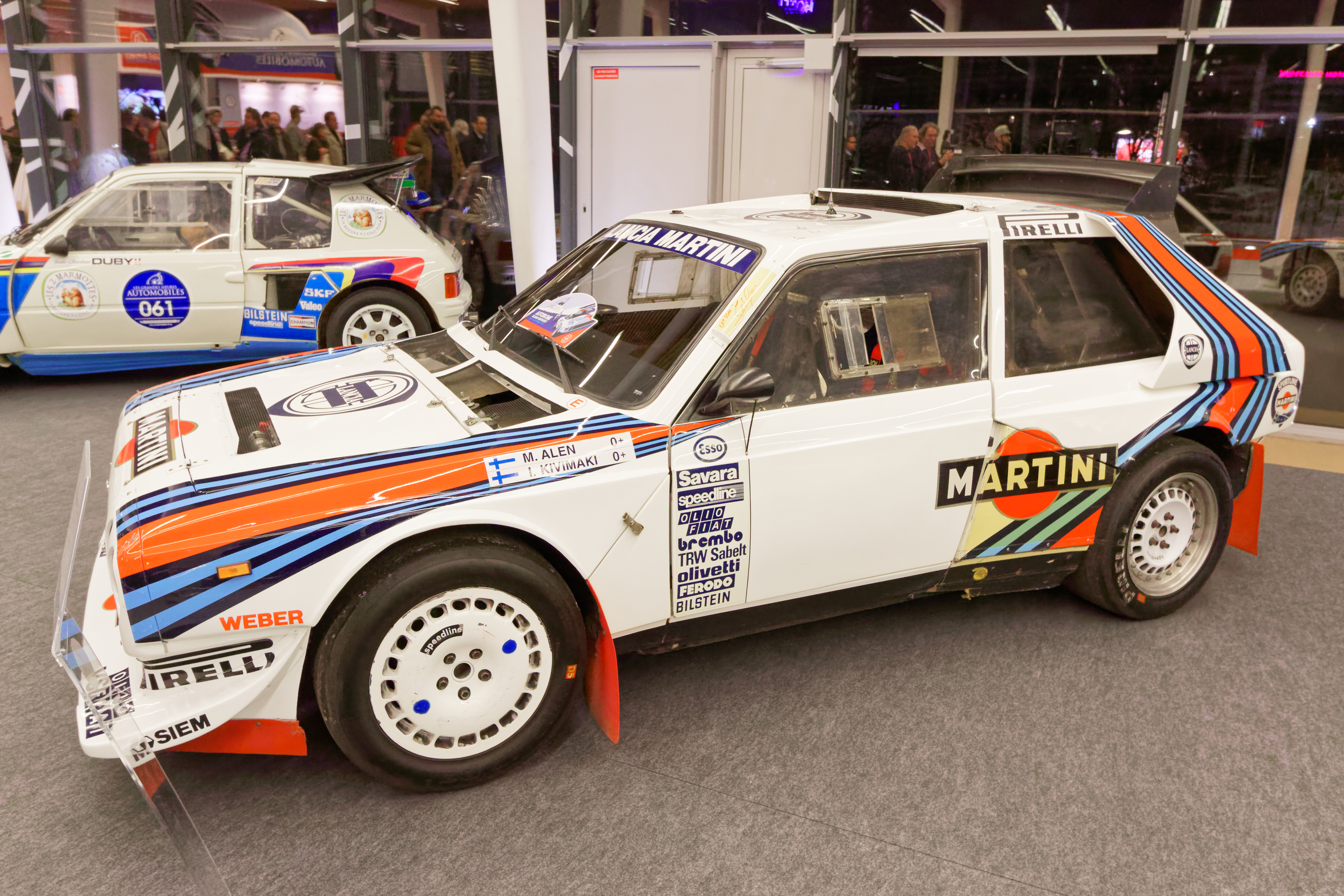
La Lancia delta S4 de Markku Alén. Une sortie de route en début de troisième étape a privé le pilote finlandais de ses chances de victoire.

Le départ de la dernière étape est donné le dimanche matin, à cinq heures. Alén part très vite et réussit à accroître son avance sur Salonen mais dans la quatrième épreuve de la journée il serre un peu trop la corde et touche le talus. Sa Lancia est projetée de l'autre côté de le piste et s'immobilise dans le fossé. Les dégâts sont mineurs mais, faute de spectateurs, l'équipage perd près de quatre minutes avant de pouvoir reprendre la course. Il rétrograde en troisième position, derrière les deux Peugeot de Salonen et Kankkunen, et perd toute chance de victoire. Jean Todt, qui dirige Peugeot Talbot Sport, ordonne aussitôt à ses deux pilotes de pointe de figer leurs positions. Dès lors, la course est jouée, les deux Finlandais respectant strictement la consigne. Les quatre premières places étant acquises, l'intérêt se porte sur la remontée des Lancia d'Ericsson et Grundel. Salonen, qui a nettement levé le pied, rallie l'arrivée en conservant une vingtaine de secondes d'avance sur son coéquipier Kankkunen, s'imposant pour la deuxième fois consécutive sur ses terres. Malgré un baroud d'honneur qui lui permet de revenir à moins de deux minutes du vainqueur, Alén doit se contenter de la troisième place. Il précède Blomqvist, Ericsson et Grundel, ces deux derniers étant parvenus à dépasser les MG d'Eklund et Toivonen. La sortie de route de Pettersson au cours de la matinée a mis fin à son duel avec Lappi et ce dernier, neuvième, s'impose en groupe A. Quatre-vingt-une voitures ont terminé l'épreuve.

### Classements intermédiaires
Classements intermédiaires des pilotes après chaque épreuve spéciale

### Classement général
| Pos | No | Pilote          | Copilote        | Voiture                 | Temps           | Écart         | Groupe |
| --- | -- | --------------- | --------------- | ----------------------- | --------------- | ------------- | ------ |
| 1   | 1  | Timo Salonen    | Seppo Harjanne  | Peugeot 205 Turbo 16 E2 | 3 h 32 min 45 s |               | B      |
| 2   | 3  | Juha Kankkunen  | Juha Piironen   | Peugeot 205 Turbo 16 E2 | 3 h 33 min 09 s | + 24 s        | B      |
| 3   | 2  | Markku Alén     | Ilkka Kivimäki  | Lancia Delta S4         | 3 h 34 min 30 s | + 1 min 45 s  | B      |
| 4   | 5  | Stig Blomqvist  | Bruno Berglund  | Peugeot 205 Turbo 16 E2 | 3 h 35 min 22 s | + 2 min 37 s  | B      |
| 5   | 7  | Mikael Ericsson | Claes Billstam  | Lancia Delta S4         | 3 h 41 min 11 s | + 8 min 26 s  | B      |
| 6   | 14 | Kalle Grundel   | Benny Melander  | Lancia Delta S4         | 3 h 42 min 35 s | + 9 min 50 s  | B      |
| 7   | 8  | Per Eklund      | David Whittock  | MG Metro 6R4            | 3 h 43 min 43 s | + 10 min 58 s | B      |
| 8   | 17 | Harri Toivonen  | Cedric Wrede    | MG Metro 6R4            | 3 h 52 min 19 s | + 19 min 34 s | B      |
| 9   | 14 | Lasse Lampi     | Pentti Kuukkala | Audi Coupé Quattro      | 3 h 54 min 25 s | + 21 min 40 s | A      |
| 10  | 9  | Malcolm Wilson  | Nigel Harris    | MG Metro 6R4            | 3 h 56 min 02 s | + 23 min 17 s | B      |

### Équipages de tête
- ES1 à ES34 :  Markku Alén -  Ilkka Kivimäki (Lancia Delta S4)
- ES35 à ES48 :  Timo Salonen -  Seppo Harjanne (Peugeot 205 Turbo 16 E2)

### Vainqueurs d'épreuves spéciales
- Markku Alén -  Ilkka Kivimäki (Lancia Delta S4) : 27 spéciales (ES 1 à 10, 13, 17, 18, 27, 28, 30, 32, 33, 38 à 40, 42 à 45, 47, 48)
- Timo Salonen -  Seppo Harjanne (Peugeot 205 Turbo 16 E2) : 14 spéciales (ES 13, 15 à 17, 19 à 25, 29, 30, 34)
- Juha Kankkunen -  Juha Piironen (Peugeot 205 Turbo 16 E2) : 6 spéciales (ES 14, 15, 26, 30, 31, 35)
- Stig Blomqvist -  Bruno Berglund (Peugeot 205 Turbo 16 E2) : 4 spéciales (ES 30, 37, 41, 46)
- Kalle Grundel -  Benny Melander (Lancia Delta S4) : 1 spéciale (ES 12)
- Mikael Ericsson -  Claes Billstam (Lancia Delta S4) : 1 spéciale (ES 36)

## Résultats des principaux engagés
| No | Pilote             | Copilote         | Voiture                  | Groupe | Classement général                          | Class. groupe |
| -- | ------------------ | ---------------- | ------------------------ | ------ | ------------------------------------------- | ------------- |
| 1  | Timo Salonen       | Seppo Harjanne   | Peugeot 205 Turbo 16 E2  | B      | 1er                                         | 1er           |
| 2  | Markku Alén        | Ilkka Kivimäki   | Lancia Delta S4          | B      | 3e à 1 min 45 s                             | 3e            |
| 3  | Juha Kankkunen     | Juha Piironen    | Peugeot 205 Turbo 16 E2  | B      | 2e à 24 s                                   | 2e            |
| 4  | Kalle Grundel      | Benny Melander   | Lancia Delta S4          | B      | 6e à 9 min 50 s                             | 6e            |
| 5  | Stig Blomqvist     | Bruno Berglund   | Peugeot 205 Turbo 16 E2  | B      | 4e à 2 min 37 s                             | 4e            |
| 6  | Ingvar Carlsson    | Jan-Olof Bohlin  | Mazda 323 4WD            | A      | ab. dans la 3e spéciale (fuite d'huile)     | -             |
| 7  | Mikael Ericsson    | Claes Billstam   | Lancia Delta S4          | B      | 5e à 8 min 26 s                             | 5e            |
| 8  | Per Eklund         | David Whittock   | MG Metro 6R4             | B      | 7e à 10 min 58 s                            | 7e            |
| 9  | Malcolm Wilson     | Nigel Harris     | MG Metro 6R4             | B      | 10e à 23 min 17 s                           | 9e            |
| 12 | Kenneth Eriksson   | Peter Diekmann   | Volkswagen Golf GTI 16V  | A      | 12e à 24 min 33 s                           | 2e            |
| 13 | Sebastian Lindholm | Juha Saarinen    | Audi 80 Quattro          | A      | 13e à 25 min 45 s                           | 3e            |
| 14 | Lasse Lampi        | Pentti Kuukkala  | Audi Coupé Quattro       | A      | 9e à 21 min 40 s                            | 1er           |
| 15 | Mikael Sundström   | Voitto Silander  | Fiat Uno Turbo           | A      | ab. dans la 13e spéciale (amortisseur)      | -             |
| 16 | Gunnar Pettersson  | Björn Cederberg  | Audi Coupé Quattro       | A      | ab. dans la 34e spéciale (sortie de route)  | -             |
| 17 | Harri Toivonen     | Cedric Wrede     | MG Metro 6R4             | B      | 8e à 19 min 34 s                            | 8e            |
| 18 | Timo Heinonen      | Carl-Johan Wolff | Audi Quattro A2          | B      | 11e à 23 min 30 s                           | 10e           |
| 19 | Mika Arpiainen     | Jarmo Mustonen   | MG Metro 6R4             | B      | ab. dans la 17e spéciale (sortie de route)  | -             |
| 21 | Antero Laine       | Risto Virtanen   | Mitsubishi Starion Turbo | A      | ab. dans la 22e spéciale (joint de culasse) | -             |
| 23 | Mika Sillankorva   | Veijo Vainio     | Audi Quattro A2          | B      | ab. dans la 17e spéciale (moteur)           | -             |
| 36 | Peter Geitel       | Kaj Häkkinen     | Mazda 323 4WD            | N      | 21e à 41 min 11 s                           | 1er           |

## Classements des championnats à l'issue de la course

### Constructeurs
- Attribution des points : 12, 10, 8, 7, 6, 5, 4, 3, 2, 1 respectivement aux dix premières marques de chaque épreuve, additionnés de 8, 7, 6, 5, 4, 3, 2, 1 respectivement aux huit premières de chaque groupe (seule la voiture la mieux classée de chaque constructeur marque des points). Les points de groupe ne sont attribués qu'aux concurrents déclarés officiellement par le constructeur et ayant terminé dans les dix premiers au classement général.
- Seuls les sept meilleurs résultats (sur onze épreuves) sont retenus pour le décompte final des points. Peugeot doit donc décompter les dix points marqués au Safari[2].

| Pos. | Marque       | Points    | M-C  | SUE  | POR | SAF   | COR  | ACR  | NZ   | ARG  | FIN  | SAN | RAC |
| ---- | ------------ | --------- | ---- | ---- | --- | ----- | ---- | ---- | ---- | ---- | ---- | --- | --- |
| 1    | Peugeot      | 131 (141) | 10+7 | 12+8 | -   | (6+4) | 12+8 | 12+8 | 12+8 | 8+6  | 12+8 |     |     |
| 2    | Lancia       | 119       | 12+8 | 10+7 | -   | 8+6   | -    | 10+7 | 10+7 | 12+8 | 8+6  |     |     |
| 3    | Volkswagen   | 65        | 2+7  | 4+6  | -   | -     | 3+6  | 4+7  | 4+8  | 6+8  | -    |     |     |
| 4    | Audi         | 29        | 8+6  | 7+8  | -   | -     | -    | -    | -    | -    | -    |     |     |
| 5    | Toyota       | 20        | -    | -    | -   | 12+8  | -    | -    | -    | -    | -    |     |     |
| 6    | Ford         | 14        | -    | 8+6  | -   | -     | -    | -    | -    | -    | -    |     |     |
| 6=   | Renault      | 14        | -    | -    | -   | -     | 7+7  | -    | -    | -    | -    |     |     |
| 8    | Subaru       | 13        | -    | -    | -   | 5+8   | -    | -    | -    | -    | -    |     |     |
| 9    | Citroën      | 10        | -    | 5+5  | -   | -     | -    | -    | -    | -    | -    |     |     |
| 10   | Austin Rover | 6         | -    | -    | -   | -     | -    | -    | -    | -    | 4+2  |     |     |
| 11   | Opel         | 5         | -    | -    | -   | -     | -    | -    | -    | 1+4  | -    |     |     |

- Note : Lasse Lampi n'ayant pas été déclaré pilote officiel pour la Finlande, Audi n'engrange pas les dix points correspondant à la neuvième place au classement général (deux points) associée à la première place en groupe A (huit points)[6].

### Pilotes
- Attribution des points : 20, 15, 12, 10, 8, 6, 4, 3, 2, 1 respectivement aux dix premiers de chaque épreuve.
- Seuls les sept meilleurs résultats (sur treize épreuves) sont retenus pour le décompte final des points.

| Pos. | Pilote             | Marque         | Points | M-C | SUE | POR | SAF | COR | ACR | NZ  | ARG | FIN | CIV | SAN | RAC | USA |
| ---- | ------------------ | -------------- | ------ | --- | --- | --- | --- | --- | --- | --- | --- | --- | --- | --- | --- | --- |
| 1    | Juha Kankkunen     | Peugeot        | 91     | 8   | 20  | -   | 8   | -   | 20  | 20  | -   | 15  |     |     |     |     |
| 2    | Markku Alén        | Lancia         | 69     | -   | 15  | -   | 12  | -   | -   | 15  | 15  | 12  |     |     |     |     |
| 3    | Massimo Biasion    | Lancia         | 47     | -   | -   | -   | -   | -   | 15  | 12  | 20  | -   |     |     |     |     |
| 4    | Timo Salonen       | Peugeot        | 43     | 15  | -   | -   | -   | -   | -   | 8   | -   | 20  |     |     |     |     |
| 5    | Bruno Saby         | Peugeot        | 38     | 6   | -   | -   | -   | 20  | 12  | -   | -   | -   |     |     |     |     |
| 6    | Mikael Ericsson    | Audi & Lancia¹ | 28     | -   | 10  | -   | -   | -   | -   | 10¹ | -   | 8¹  |     |     |     |     |
| 7    | Kenneth Eriksson   | Volkswagen     | 25     | 2   | 4   | -   | -   | 3   | 4   | 4   | 8   | -   |     |     |     |     |
| 8    | Stig Blomqvist     | Peugeot        | 22     | -   | -   | -   | -   | -   | -   | -   | 12  | 10  |     |     |     |     |
| 9    | Henri Toivonen     | Lancia         | 20     | 20  | -   | -   | -   | -   | -   | -   | -   | -   |     |     |     |     |
| 9=   | Joaquim Moutinho   | Renault        | 20     | -   | -   | 20  | -   | -   | -   | -   | -   | -   |     |     |     |     |
| 9=   | Björn Waldegård    | Toyota         | 20     | -   | -   | -   | 20  | -   | -   | -   | -   | -   |     |     |     |     |
| 12   | Kalle Grundel      | Ford & Lancia¹ | 18     | -   | 12  | -   | -   | -   | -   | -   | -   | 6¹  |     |     |     |     |
| 13   | Carlos Bica        | Lancia         | 15     | -   | -   | 15  | -   | -   | -   | -   | -   | -   |     |     |     |     |
| 13=  | Lars-Erik Torph    | Toyota         | 15     | -   | -   | -   | 15  | -   | -   | -   | -   | -   |     |     |     |     |
| 13=  | François Chatriot  | Renault        | 15     | -   | -   | -   | -   | 15  | -   | -   | -   | -   |     |     |     |     |
| 16   | Hannu Mikkola      | Audi           | 12     | 12  | -   | -   | -   | -   | -   | -   | -   | -   |     |     |     |     |
| 16=  | Giovanni del Zoppo | Fiat           | 12     | -   | -   | 12  | -   | -   | -   | -   | -   | -   |     |     |     |     |
| 16=  | Yves Loubet        | Alfa Romeo     | 12     | -   | -   | -   | -   | 12  | -   | -   | -   | -   |     |     |     |     |
| 16=  | Rudolf Stohl       | Audi           | 12     | -   | -   | -   | -   | -   | 6   | -   | 6   | -   |     |     |     |     |
| 20   | Walter Röhrl       | Audi           | 10     | 10  | -   | -   | -   | -   | -   | -   | -   | -   |     |     |     |     |
| 20=  | Jorge Ortigão      | Toyota         | 10     | -   | -   | 10  | -   | -   | -   | -   | -   | -   |     |     |     |     |
| 20=  | Erwin Weber        | Toyota         | 10     | -   | -   | -   | 10  | -   | -   | -   | -   | -   |     |     |     |     |
| 20=  | Jean Ragnotti      | Renault        | 10     | -   | -   | -   | -   | 10  | -   | -   | -   | -   |     |     |     |     |
| 20=  | Saeed Al-Hajri     | Porsche        | 10     | -   | -   | -   | -   | -   | 10  | -   | -   | -   |     |     |     |     |
| 20=  | Jorge Recalde      | Lancia         | 10     | -   | -   | -   | -   | -   | -   | -   | 10  | -   |     |     |     |     |